# Чемпіонат України з футзалу серед жінок 2001—2002
Чемпіонат України з футзалу серед жінок 2001—2002 — 8-й чемпіонат України, в якому переможцем стала полтавська «Ніка-Педуніверситет» під керівництвом С. Г. Ягодкіна.

## Учасники
Порівняно з попереднім чемпіонатом команд стало більше, а саме 7. Тільки була представлена північна, центральна і західна Україна.
| - «Біличанка» (смт. Коцюбинське, Київська область) - «Львів'янка» (Львів) - «Мінора» (Черкаси) - «Ніка-Педуніверситет» (Полтава) | - «СДЮШОР-19» (Київ) - «СоцТех» (Київ) - «Фортуна-Чексіл» (Чернігів) |

## Регіональний розподіл
| Регіон               | Кіл-ть команд | Команди             |
| -------------------- | ------------- | ------------------- |
| Київ                 | 2             | СоцТех, СДЮШОР-19   |
| Київська область     | 1             | Біличанка           |
| Львівська область    | 1             | Львів'янка          |
| Полтавська область   | 1             | Ніка-Педуніверситет |
| Черкаська область    | 1             | Мінора              |
| Чернігівська область | 1             | Фортуна-Чексіл      |

## Підсумкова таблиця
Змагання складалися з двох етапів. Після другого етапу таблиця виглядала так:
| М | Команда                       | І  | В  | Н | П  | РМ     | О  |
| - | ----------------------------- | -- | -- | - | -- | ------ | -- |
|   | «Ніка-Педуніверситет» Полтава | 15 | 12 | 2 | 1  | 108−35 | 38 |
|   | «Фортуна-Чексіл» Чернігів     | 15 | 11 | 1 | 3  | 135−46 | 34 |
|   | «СоцТех» Київ                 | 15 | 7  | 4 | 4  | 61−41  | 26 |
| 4 | «Біличанка» Коцюбинське       | 15 | 7  | 2 | 6  | 93−51  | 23 |
| 5 | «Львів'янка» Львів            | 12 | 2  | 0 | 10 | 34−104 | 6  |
| 6 | «СДЮШОР-19» Київ              | 12 | 2  | 0 | 10 | 33−111 | 6  |
| 7 | «Мінора» Черкаси              | 12 | 2  | 0 | 10 | 27−111 | 6  |